# Stechow-Ferchesar
Stechow-Ferchesar es un municipio situado en el distrito de Havelland, en el estado federado de Brandeburgo (Alemania), a una altitud de 35 metros. Su población a finales de 2016 era de 900 habs. y su densidad poblacional, 18 hab/km².